# 凱華集團
凱華集團有限公司，簡稱凱華集團（英語：Master Glory Group Limited，港交所：0275）是一家曾經在香港交易所上市的投資公司，1971年成立，前身為「錦興磁訊集團有限公司」和「錦興集團有限公司」，當時是德祥企業集團成員。業務為證券買賣、物業投資及買賣及其他策略性投資，包括於香港、新加坡、美國及澳洲之證券交易所上市之聯營公司之投資，以及於香港聯交所上市公司發行之長期可換股票據之投資。易手前是光碟業務。
公司在百慕達註冊，時任董事會主席為陳國強，自2008年9月起由葉家海擔任董事會主席及執行董事。
凱華集團的股份自2019年7月2日起暫停買賣，由2021年2月8日起，公司的上市地位被取消。

## 內幕交易案
內幕交易審裁處就對錦興磁訊內幕交易案內，在1994年7月11日至1995年8月2日期間，本集團在被德國巴斯夫入股前，前董事會主席黃新(商人)、前董事黃幗媚及馮緯光涉嫌分別以1941萬股、4309.8萬股和2871萬股以低價買入錦興股份，當有關被德國巴斯夫入股後，股價急漲近2倍，他們分別獲利9430萬港元、5708萬港元和4631萬港元。
其後證監會正式介入內幕交易案，在2000年夏天正式裁定，他們分別罰款9430萬港元、5708萬港元和4631萬港元（包括聆訊費用、向政府繳付他們從內幕交易中所獲取的利潤或所避免的損失、向政府繳付訟費、繳付罰款予政府等），黃新(商人)及黃幗媚在四年內、馮緯光在三年內不得成為任何物業或上市公司的董事、清盤人、財產接管人、管理人和不得沒有法庭准許下直接或間接涉及或參與上市公司的管理。
其中黃新因為患病需要減刑，但被法官不能接納。

## 歷史
1971年，錦興磁訊集團有限公司（當時錦興磁訊（已出售）控股公司）成立，由黃新(商人)創立。
1991年，香港交易所主板上市，和記黃埔是本公司策略投資者。
1996年，因為發生財政問題，被陳國強 (商人)收購後，改名為錦興集團有限公司。
2006年，原本國際德祥（金匡企業(0286.HK)前身）旗下企業，包括錦興集團、漢傳媒、保華集團、保華建業資產，注入本公司內。同年4月，本集團把光碟業務出售給美資財團美樂德，套現10億港元。

## 外部連結
- Hanny.com（页面存档备份，存于）

1. ↑  . 香港交易所. 2021年2月3日  [2022年6月27日]. （原始内容存档于2022年6月27日）.